# Partito Tedesco dei Lavoratori
Il Partito Tedesco dei Lavoratori (in tedesco: Deutsche Arbeiterpartei - DAP) fu un partito politico tedesco di estrema destra fondato e guidato da Anton Drexler il 5 gennaio 1919 ed attivo per breve tempo durante la Repubblica di Weimar.
Dopo solo un anno di vita, il 24 febbraio 1920 venne ridenominato Partito Nazionalsocialista Tedesco dei Lavoratori per volere di Adolf Hitler che ne aveva rapidamente scalato i vertici, e diventerà l'unico partito politico legalmente autorizzato in Germania dal 1933 fino al 1945 quando fu dichiarato illegale. I suoi membri principali furono arrestati per crimini di guerra e condannati al Processo di Norimberga, dove furono processati coloro che avevano avuto a che fare con l'Olocausto e con il regime nazionalsocialista. Dopo la messa al bando del Partito Nazionalsocialista Tedesco dei Lavoratori nacque il neonazismo.

## Storia
Fondato a Monaco nell'hotel "Fürstenfelder Hof" il 5 gennaio 1919 da Anton Drexler e Michael Lotter, un ex militare. Sviluppato dal "Freier Arbeiterausschuss für einen guten Frieden" che lo stesso Drexer aveva fondato e guidato. La maggior parte dei suoi primi membri erano collaboratori di Drexler provenienti dal deposito di treni di Monaco.
Drexler fu incoraggiato a fondare il DAP dal suo maestro, il Dr. Paul Tafel, un leader del Alldeutscher Verband (Unione Pangermanica), direttore del Maschinenfabrik Augsburg-Nürnberg e membro della Società Thule (Thule-Gesellschaft), e il suo auspicio era quello di un partito che fosse in contatto sia con le masse che con i nazionalisti, diversamente dai partiti del ceto medio. I membri iniziali erano circa in 40.
Il 24 marzo 1919, Karl Harrer, giornalista sportivo e membro della Società Thule, entrò a far parte del DAP e aumentò l'influenza della Società sull'attività del DAP stesso. Il partito fu rinominato "Circolo dei lavoratori politici". I membri erano in numero esiguo quanto era originalmente il DAP e i raduni erano tenuti solo nelle birrerie locali.

### Adolf Hitler nel DAP

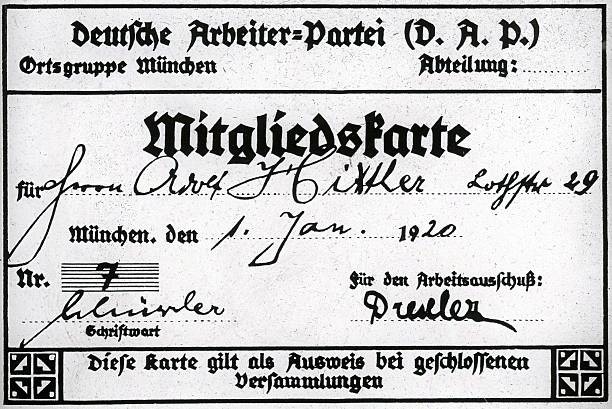
La tessera di Adolf Hitler come membro del DAP

Ad Adolf Hitler, a quell'epoca caporale nell'esercito tedesco, fu ordinato di spiare il DAP il 12 settembre 1919 durante uno dei loro incontri al Sterneckerbräu, una birreria nel centro della città. Mentre si trovava lì, ebbe una discussione violenta con un altro cliente. A seguito questo incidente, Anton Drexler rimase impressionato dalle abilità oratorie di Hitler e lo invitò ad entrare a far parte del partito. Dopo qualche tempo, Hitler accettò l'invito ed entrò a farne parte verso la fine di settembre. 
Nel momento in cui entrò a farne parte il partito non distribuiva ancora tessere. Solo a partire dal 1º gennaio 1920 furono emanate le prime: listati in ordine alfabetico, Hitler ricevette la numero 555. In realtà era il 55° membro, poiché il calcolo per la numerazione delle tessere partì dal 501, in modo da far sembrare che il partito fosse più grande di quello che era in realtà. Del futuro Führer è conservata una tessera come 7° membro, della quale si ritiene sia o una falsificazione atta a farlo apparire come uno dei primissimi iscritti o rappresentante il suo numero all'interno del comitato direttivo. Hitler afferma nel Mein Kampf di avere preso la tessera numero 7 una volta entrato nel DAP. 
Dopo aver tenuto il primo discorso per il partito il 16 ottobre al Hofbräukeller, Hitler ascese velocemente fino a diventare una delle figure di spicco del DAP.

## Dal DAP al NSDAP
L'esiguo numero dei membri del partito crebbe velocemente grazie al pensiero politico di Hitler. Nel tentativo di rendere il partito, in termini generali, più interessante ad una più larga parte della popolazione il 24 febbraio 1920 il DAP fu rinominato come Partito Nazionalsocialista Tedesco dei Lavoratori (Nationalsozialistische Deutsche Arbeiterpartei), riprendendo però il suo programma. Il nome fu preso in prestito da un altro partito austriaco attivo a quel tempo (Deutsche Nationalsozialistische Arbeiterpartei, Partito Tedesco Nazionalsocialista dei Lavoratori), anche se precedentemente Hitler aveva suggerito di rinominare il partito come "Partito Sociale Rivoluzionario". Fu Rudolf Jung che persuase Hitler di acconsentire alla rinomina di NSDAP. Di questo, invece, ricevette la tessera numero 1.